# 1905 في الجزائر
الأحداث من عام 1905 في الجزائر.